# Jonadabe Carneiro
 Jonadabe Carneiro dos Santos (Suzano, 27 de setembro de 1986) é  uma voleibolista indoor brasileiro, atuante na posição de central , com marca de alcance de 352 cm no ataque e 320 cm no bloqueio, que conquistou a medalha de prata na edição do Campeonato Sul-Americano de Clubes de 2018 no Brasil.

## Carreira
A sua trajetória professional inicia em 2004 quando atuou pelo Wizard/Suzano na edição dos Jogos Abertos do Interior de São Paulo realizados na cidade Barretos e sagrou-se campeão e disputou a edição do Campeonato Paulista de 2004conquistando o vice-campeonato, onde permaneceu até 2005.
Na sequência transferiu-se para o  São Caetano/Tamoyo e em 2007 disputou por esta equipe o Campeonato Paulista e disputou a edição da Superliga Brasileira A 2007-08finalizando por este em décimo quarto lugar.
No período esportivo de 2008-09 transferiu-se para o Ulbra/Suzano/Massageol, atuando na posição de oposto  obteve o título do Campeonato Paulista de 2008 e também o título do Campeonato Gaúcho de 2008, edição finalizada em 2009, além dos títulos dos Jogos Abertos do Interior em Piracicaba e dos Jogos Regionais em Caraguatatuba;disputou por este time a edição da Superliga Brasileira A 2008-09finalizando na sétima posição da Superliga Brasileira A 2008-09.
Ainda como opostodisputou a temporada 2009-10 pelo Ulbra/São Caetano e o representou na Superliga Brasileira A correspondentealcançando a nona posição final.
Voltou atuar como central pela equipe do  São Caetano/Tamoyo nas competições de 2010-11 e disputou a correspondente Superliga Brasileira Aencerrando a competição em décimo quinto lugar.
Reforçou em 2011 a equipe  do  São Caetano/Tamoyona edição da Liga Nacional (fase final).Em 2012 foi contratado pela  Maringá/Banco Bonsucesso/AmaVôleisagrando-se campeão do Campeonato Paranaense de 2012 e alcançou o ouro nos 55º Jogos Abertos do Paraná (JAP’s) em 2012 disputou também a  Liga Nacional de 2012finalizando em segundo lugar no Grupo V e não qualificando-se a fase final da competição.
Pela primeira vez na carreira atuou fora cenário nacional, sendo contratado pelo time indonésio do Surabaya Samator para disputar a Liga A1 Indonésia (Proliga) 2013.
Ainda em 2013 retornou ao Maringá/Banco Bonsucesso/AmaVôlei para reforçar na segunda fase do Campeonato Paranaense realizada em Cascavel alcançando o bicampeonato nesta edição.
Novamente é contratado para atuar fora do país, desta vez no voleibol argentino, defendendo ainda na temporada 2013-14 o Obras Pocito. Este recém promovido, competindo por este na Copa ACLAV de 2013e também na referente Liga A1 Argentinaencerrando na nona posição.
Permaneceu na Argentina e defendeu as cores do UNTreF Vóley no período esportivo de 2014-15 e na fase classificatória da Copa ACLAV de 2014 terminou em terceiro nesta fase e não obtendo a qualificação para a próxima fase e na sétima posição na Liga A1 Argentina correspondente.
Retornou para o Obras de San Juan para as competições do calendário esportivo de 2015-16, disputando a Copa ACLAV de 2015conquistando o quarto lugar e alcançou as semifinais na Liga A1 Argentina 2015-16conquistando a quarta posição. 
Renovou o contrato com o  Obras UDAP Vóley para disputar a jornada esportiva 2016-17conquistando o bronze na Copa ACLAV de 2016, também o título da Copa 
Argentina de 2017 e qualificou-se para o Torneio Pré Sul-Americano  ao conquistar o título da Copa Desafio de 2017 e finalizou na sexta posição na Liga A1 2016-17, após eliminação nas quartas de final.
Na temporada de 2017-18 completou cinco anos de permanência no voleibol argentino e foi contratado pelo clube Lomas Vóley, conquistando o vice-campeonato na Copa ACLAV de 2017, ao conquistar o título do Torneio Pré Sul-Americano de 2017 qualificou-se para a edição do Campeonato Sul-Americano de Clubes de 2018  em Montes Claros, Brasil, e na referida competição continental alcançou a inédita medalha de prata , integrando a seleção do campeonato e  premiado como segundo melhor central da edição.

## Títulos e resultados
- Torneio Argentino Pré Sul-Americano:2017[45]
- Campeonato Argentino:2015-16[36]
- Copa da Argentina:2017[40]
- Copa Copa Desafio:2017[41]
- Copa ACLAV:2017[44]
- Copa ACLAV:2016[38]
- Copa ACLAV:2015[35]
- Campeonato Paranaense:2012[21] e 2013[28]
- Campeonato Gaúcho:2008[8]
- Campeonato Paulista:2008[7]
- Campeonato Paulista:2004[3]
- Jogos Abertos do Paraná:2012[22]
- Jogos Abertos do Interior de São Paulo:2004[1] e 2008[8]
- Jogos Regionais de São Pulo:2008[8]

## Premiações individuais
- 2° Melhor Central do Campeonato Sul-Americano de Clubes de 2018[49]